# Scopula contramutata
Scopula contramutata là một loài bướm đêm trong họ Geometridae.